# Surpris !
Surpris ! ou Tigre dans une tempête tropicale est une peinture à l'huile du peintre français Henri Rousseau exécutée en 1891 et exposée la même année au Salon des indépendants. C'est le premier tableau de Rousseau sur le thème de la jungle, ainsi que le premier qui lui vaudra une critique sérieuse, de la part du peintre Félix Vallotton. Il est conservé à la National Gallery de Londres.